# Стойко Степан Михайлович

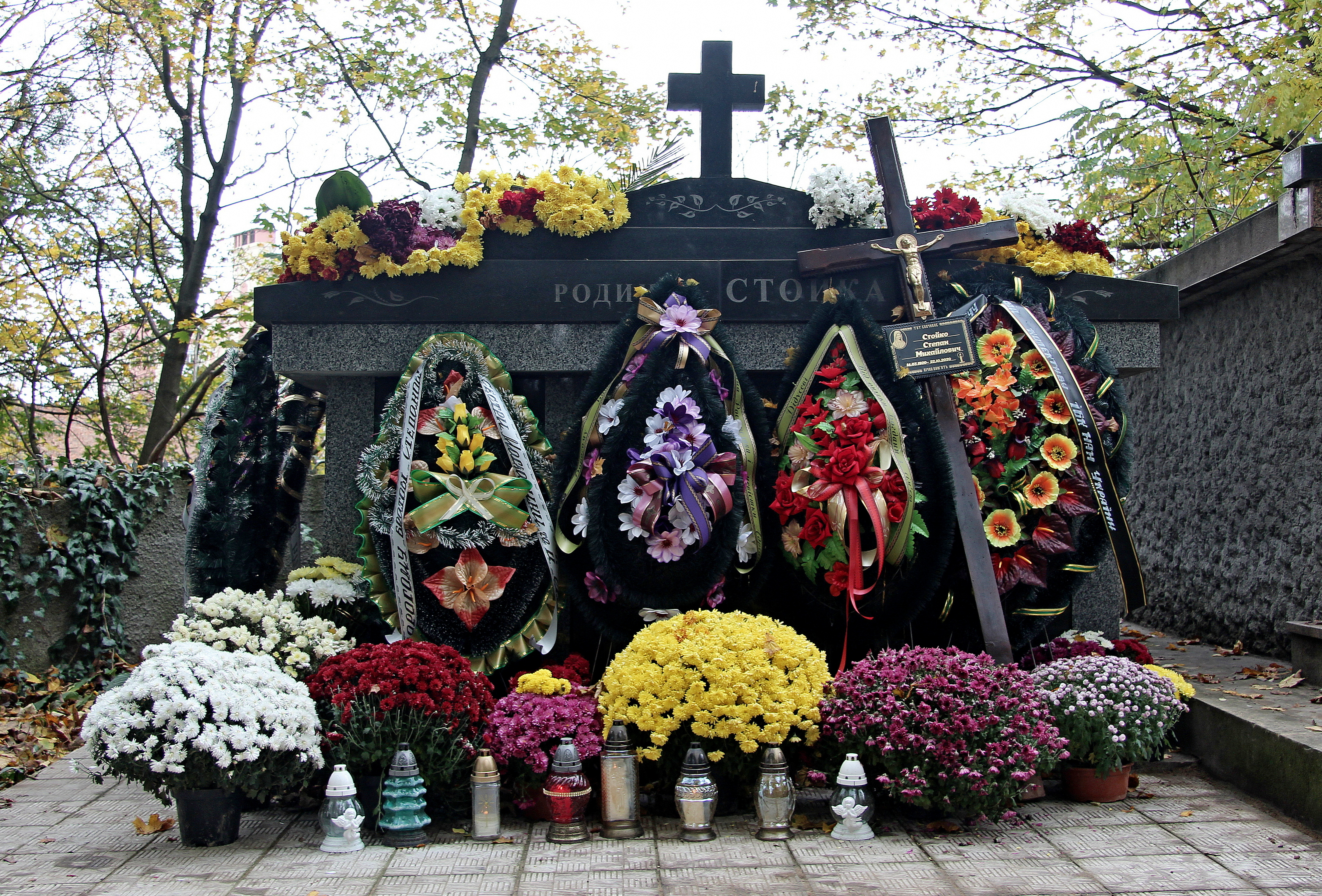

Степа́н Миха́йлович Сто́йко (14 березня 1920, с. Кричево (нині Тячівського району Закарпатської області — 22 жовтня 2020, Львів) — доктор біологічних наук, професор, головний науковий співробітник Інституту екології Карпат НАН України, лауреат Державної премії України в галузі науки і техніки (2005). Академік Лісівничої академії наук України (ЛАНУ).

## Біографія
Степан Стойко народився 14 березня 1920 р. у родині священика в с. Кричево, нині Тячівського району Закарпатської області України.
1938 року закінчив у Хусті класичну гімназію і його призначили на посаду вчителя в гірському селі Новоселиця. Уже в гімназії чеський професор Антонін Шірмер прищепив йому любов до природи, яка супроводжує його ціле життя.
Після закінчення Другої світової війни у 1945 р. Степана Стойка призначили референтом відділу соціального забезпечення в Народній Раді Закарпатської України в Ужгороді, звідки він одержав скерування на навчання до Львова.
Упродовж 1945—1949 років Степан Стойко навчався на лісогосподарському факультеті Львівського сільськогосподарського інституту, здобув кваліфікацію «Інженер лісового господарства». Після закінчення навчального закладу молодого спеціаліста скерували на роботу до Ужгородського лісгоспу, де він два роки працював інженером лісового господарства й лісничим.
1951 року відбулася доленосна в науковому аспекті для Степана Стойка зустріч із академіком Петром Погребняком, який приїхав на Закарпаття в наукову експедицію, і молодому фахівцеві доручили супроводжувати його заповідними місцями. Академік Погребняк, який тоді очолював Інститут лісу АН УРСР, запропонував молодому спеціалістові вступити до аспірантури інституту. Під його керівництвом С Стойко у 1955 р. захистив кандидатську, а 1969 р. — докторську дисертації про дубові ліси Карпатської гірської системи.
Протягом 1955–1966 років Стойко працював доцентом на кафедрі ботаніки і дендрології Львівського лісотехнічного інституту, читав курс «Ботаніка». У 1962 році йому присвоєне звання доцента кафедри ботаніки і дендрології Львівського лісотехнічного інституту. У 1966—1970 роках був на посаді старшого наукового співробітника у Львівському відділенні Інституту ботаніки імені М. Г. Холодного АН УРСР, а протягом наступних 4 років завідував відділом охорони природних екосистем у Державному природознавчому музеї АН УРСР.
У 1970 році одержав науковий ступінь доктора біологічних наук за спеціальністю — «ботаніка» в Інституті ботаніки АН УРСР (Київ). У 1980 році рішенням ВАК йому було присвоєно вчене звання професора.
У 1974–2000 роках був завідувачем відділу охорони природних екосистем в Інституті екології Карпат НАН України, а з цього часу працює головним науковим співробітником Інституту екології Карпат НАН України. За сумісництвом з 1972 до 2000 року працював на географічному факультеті Львівського національного університету імені Івана Франка на кафедрах фізичної географії, раціонального використання природних ресурсів і охорони природи. Читав курс «Охорона природи» та спецкурс «Охорона природи в зарубіжних країнах». Під його керівництвом захищено 12 кандидатських дисертацій.
На запрошення зарубіжних навчальних закладів виступав з лекціями в Агрономічному університеті імені Менделя (Брно, Чехія), Університеті імені Етвеша в (Будапешт, Угорщина), в Кельнському університеті (Кельн, Німеччина).
Професор Стойко був членом редколегії низки фахових часописів («Науковий вісник НЛТУ України», «Наукові праці Лісівничої академії наук України»).
Степан Стойко — був одним з ініціаторів видання «Зеленої книги України» (1987), в якій обґрунтував синфітосозологічний індекс оцінки раритетних фітоценозів та описав понад 40 рідкісних лісових синтаксонів.
Тривалий період він очолював Президію Львівської обласної організації Українського товариства охорони природи (УТОП) та Наукову раду Львівського будинку вчених. Також був членом Ради Українського ботанічного товариства та заступником голови Ради з проблем біосфери Західного наукового центру.
Професор Стойко володів чеською, словацькою, угорською, польською мовами.
Поховали професора С. Стойко у Львові, в родинному гробівці на 46 полі Янівського  цвинтаря.

## Наукова діяльність
Наукова діяльність професора була пов'язана з лісовою геоботанікою, екологією та заповідною справою Карпат, Розточчя та Західного Поділля, де досліджував реліктові локалітети смереки, дуба скельного, липи широколистої, тиса ягідного, яловцю козачого, які збереглися з раннього і середнього голоцену і мають значення для з'ясування польодовикової історії розвитку лісів. За допомогою фітоценохорологічних та геоботанічних методів дослідив висотну диференціацію рослинного покриву в Українських Карпатах, де виділив 10 висотних рослинних поясів та визначив два варіанти поясності — на південно-західному та північно-східному макросхилах. Результати багаторічних досліджень підсумовані в монографії «Дубові ліси Українських Карпат: екологічна характеристика, відтворення, охорона» (2009).
Професор Стойко — автор 10 наукових і науково-популярних монографій та 400-х наукових праць. Наукова спадщина вченого багатогранна та охоплює різні галузі природничих наук. Переважна більшість праць присвячена карпатському регіону. Вагомий внесок зроблено в історію науки — це дослідження спадщини видатних українських і зарубіжних вчених — В. І. Вернадського, П. С. Погребняка, А. Златніка.
Опублікував самостійно і в співавторстві більше двадцяти наукових монографій, науково-популярні книги, підручники, понад 400 наукових праць. Серед них такі: «Заповідники і пам'ятники природи Українських Карпат»(Львів, 1966), «Карпати очима допитливих» (Львів, 1976), «Карпатам зеленіти вічно» (Ужгород, 1977), «Охорона природи Українських Карпат і прилеглих територій» (1980), «Флора і рослинність Карпатського заповідника» (Київ, 1982), «Життя і творчість В. І. Вернадського на Україні» (Київ, 1984), «Заповідні екосистеми Карпат»(1991), «Основи соціоекології» (Київ, 1995), «The East Carpathian biosphere reserves» (Біосферний резерват «Східні Карпати») (1999), «Система охорони природи у верхів'ї басейну Дністра»(Львів, 2004), «Раритетний фітогенофонд західних регіонів України (Созологічна оцінка й наукові засади охорони)» (Львів, 2004), «Ужанський національний природний парк. Поліфункціональне значення» (Львів, 2007), «Заповідні території Львівщини» (Львів.2008).

## Природоохоронна діяльність
Найбільшим здобутком Степана Стойка у сфері охорони природи є те, що у  1950—70-х роках ХХ століття, він зміг воскресити здобутки природоохоронців інших держав, до складу яких входили західні області України у дорадянський період. Перші заповідні території у західних областях були створені у 1912—1914 роках. Такими стали буковий резерват «Стужиця», ялівцевий резерват в «Тиха» в басейні р. Уж., хвойні резервати на Мармароському Попі Івані та на Чорногорі а також тисовий резерват на Княж-Дворі. У міжвоєнний період кількість таких територій сягала 150. В період після Другої світової після війни і до 1966 року у західних областях УРСР було створено понад 250 пам’яток природи, які ґрунтувались на колишніх резерватах. 
Особисто контактуючи з чеськими, польськими, угорськими біологами та чудово орієнтуючись у роботі попередників в Карпатському регіоні (В.Шафер, А.Златнік, Л.Фекете, Т.Блатни), Степан Стойко зміг відновити десятки заказників, що в довоєнний час мали статус резерватів, створених польськими, угорськими та австрійськими дослідниками.
8 травня 1964 року Рада Міністрів УРСР видала постанову згідно з якою затвердила «заповідні ділянки» «Чорногора» площею 7702 га та «Уголька»
площею 4600 га 4 на Закарпатті. Тут важко не наголосити що Угольський масив, фактично перша післявоєнна природоохоронна територія Західної України, була утворена на Тячівщині, на малій батьківщині Степана Стойка. 10—12 грудня 1964 року у м. Львові відбулась міжобласна наукова конференція з питань охорони природи, скликана за ініціативи Українського товариства охорони природи. С.М.Стойко презентував на ній систему лісових резерватів, заказників і заповідників, що мала бути реалізована до 1966 . В цій системі у Карпатах конче не вистачало національного парку. Саме тому С.М. Стойко запропонував поєднати на Чорногірському масиві існуючі заповідник та ландшафтний парк та утворити перший в Україні Національний природний парк. Тоді він писав, що для створення національних парків, окрім Карпат, ним обрано на Львівщині ліс з озером в околицях Івано-Франкова (1000 га), Брюховицький, Винниківський ліси на Розточчі разом з Брюховицьким та Комсомольським озерами (1500 га),
заплановано Моршинський природний парк (100 га), природний парк «Сколівські Бескиди» в ок. С. Гребенів (1000 га).
На превеликий жаль, у 1960-х утворити рішенням республіканського рівня в західних областях установу, що містила б у назві слово «національний» було неможливо і тому 1968 року її оголосили під назвою «Карпатський державний заповідник» (сучасний Карпатський біосферний заповідник). Проте 1980 року територію Чорногірського гірського масиву, яка не увійшла до Карпатського заповідника, — оголосили таки Карпатським національним природним парком. А інші території, названі ще тоді, за життя Степана Михайловича також стали національнимими парками.

## Визнання

### Нагороди
- 2005 — диплом лауреата Державної премії України в галузі науки і техніки за цикл наукових праць колективу авторів «Розробка наукових засад і практичних рекомендацій збереження біорізноманіття в контексті сталого розвитку України».
- 2020 — орден князя Ярослава Мудрого V ступеня[7].

### Почесні звання
- 1994 — за дослідження лісових екосистем Карпат та наукові праці в галузі охорони природи Вчена рада Зволенського технічного університету присудила Степану Михайловичу звання doctor honoris causa.

### Медалі
- 1991 — золота медаль Міністерства охорони середовища і водних ресурсів Польщі.
- 1995 — золота медаль імені Петера Й. Ленне Фундації імені Й. В. Гете.
- 2002 — срібна медаль Зволенського технічного університету.